# Heinz Peter Fiszter
Heinz Peter Fiszter ist ein österreichischer Basketballfunktionär.

## Laufbahn
Fiszter, der hauptberuflich seit 1983 Geschäftsführer eines Unternehmens in der Reinigungsbranche ist, war von 2000 bis 2017 Obmann und Manager des Basketball-Bundesligisten WBC Wels. 2000 hatte er dem Basketballsport in der Stadt Wels durch eine Fusion von Union und ATSV Wels neues Leben eingehaucht. In seine Amtszeit fielen 606 Welser Bundesliga-Spiele, der erste österreichische Meistertitel der Vereinsgeschichte 2009, die Vizemeister und der Pokalsieg (jeweils 2006) sowie der Triumph im Supercup 2016.